# Béatrice Joyeux-Prunel
Béatrice Joyeux-Prunel, née en 1977, est une historienne française, spécialiste de l'art moderne et contemporain et des humanités numériques.

## Biographie
Béatrice Joyeux naît en 1977 à Montpellier, au sein d'une famille de tradition catholique. Elle est la fille du chirurgien Henri Joyeux et de la nutritionniste Christine Bouguet-Joyeux.
Élève au lycée Henri-IV en Terminale C (scientifique), « elle connaît coup sur coup les honneurs du concours général de philosophie puis la honte d'avoir été notée 1 sur 20 dans cette discipline au bac », une incongruité qui fait d'elle une curiosité médiatique mais qui ne l'empêche pas d'obtenir son baccalauréat avec mention « Bien » en 1994.
Reçue troisième en 1996 au concours d'entrée à l'École normale supérieure (section B/L), où elle dirige un moment l'association des élèves catholiques (en qualité de « princesse talas »), agrégée d'histoire en 1999, elle soutient en 2005 à l'Université Panthéon-Sorbonne sous la direction de Christophe Charle sa thèse de doctorat intitulée : « Nul n’est prophète en son pays… » ou la logique avant-gardiste : l’internationalisation de la peinture des avant-gardes parisiennes (1855-1914), qui obtient le prix Louis Forest de la Chancellerie des Universités de Paris en 2006, le prix du Musée d'Orsay en 2007 et qui est publiée en 2009.
Maîtresse de conférences en histoire de l'art contemporain à l'École normale supérieure de 2007 à 2019, chercheuse à l'Institut d'histoire moderne et contemporaine, elle publie plusieurs ouvrages et articles en histoire de l'art moderne et contemporain, dont une trilogie remarquée sur l'histoire mondiale des avant-gardes,,, et partage son expertise dans les médias. Dans le même temps, elle se spécialise dans les humanités numériques appliquées à l'histoire de l'art, en créant notamment en 2009 le programme de recherche Artl@s, lauréat de l'Agence nationale de la Recherche en 2011.
Habilitée à diriger des recherches en 2015 à Sciences Po Paris, sous la direction de Laurence Bertrand Dorléac, elle est nommée en 2019 professeure titulaire de la nouvelle chaire en humanités numériques de l'Université de Genève, et devient également directrice du Centre d’Excellence Jean Monnet IMAGO destiné à la recherche et l’enseignement sur la mondialisation par l’image et cofinancé par le programme européen Erasmus +, l’École normale supérieure, et l'Université de Genève.

## Publications
- Naissance de l'art contemporain 1945-1970: une histoire mondiale, 2021 (ISBN 978-2-271-13232-1, OCLC 1237641732, lire en ligne)
- Les avant-gardes artistiques: une histoire transnationale, Gallimard, 2018 (OCLC 1153570249, lire en ligne)
- (en) Thomas DaCosta Kaufmann, Catherine Dossin et Béatrice Joyeux-Prunel, Circulations in the global history of art, 2017 (ISBN 978-1-4724-5456-0 et 978-1-138-29556-8, OCLC 1104792937, lire en ligne)
- Béatrice Joyeux-Prunel, Luc Sigalo Santos et École normale supérieure, L'art et la mesure : histoire de l'art et méthodes quantitatives, Ed. rue d'Ulm, impr. 2010, cop. 2010 (ISBN 978-2-7288-3653-6 et 2-7288-3653-1, OCLC 690666515, lire en ligne)
- Nul n'est prophète en son pays ? : l'internationalisation de la peinture des avant-gardes parisiennes, 1855-1914, N. Chaudun, 2009 (ISBN 978-2-35039-055-0 et 2-35039-055-1, OCLC 444604920, lire en ligne)